# Chang Zheng 3B
Chang Zheng 3B (长征三号乙) är en kinesisk rymdraket som främst används för att skjuta upp kommunikationssatelliter i geostationär omloppsbana. Största skillnaden mellan Long March 3B och Long March 3A är att 3B har fyra startraketerna som drivs med flytande bränsle. Raketen är den tyngsta i Long March 3-familjen.

## Första uppskjutningen
Vid raketens första flygning, den 14 februari 1996, fallerade raketens styrsystem två sekunder efter start, raketen tippade över och under några sekunder flög den vågrätt. 22 sekunder efter start havererade raketen i en närbelägen by och dödade ett okänt antal människor.